# آرتور (فیلم ۲۰۱۱)
آرتور (Arthur) فیلمی است محصول آمریکا با ژانر درام، کمدی و کمدی-رمانتیک. کارگردان این فیلم جیسون واینر و بازیگران آن راسل برند، جنیفر گارنر، گرتا گرویگ، هلن میرن، نیک نولتی و لوئیس گازمن می‌باشند. این فیلم بر اساس فیلمی با همین نام محصول سال ۱۹۸۱ ساخته شده‌است.